# Bethel Island
Bethel Island is een plaats in Contra Costa County in Californië in de VS.

## Geografie
De totale oppervlakte bedraagt 13,3 km² wat allemaal land is.

## Demografie
Volgens de census van 2000 bedroeg de bevolkingsdichtheid 173,7/km² en bedroeg het totale bevolkingsaantal 2312 dat bestond uit:
- 90,10% blanken
- 1,43% zwarten of Afrikaanse Amerikanen
- 0,99% inheemse Amerikanen
- 0,95% Aziaten
- 0,09% mensen afkomstig van eilanden in de Grote Oceaan
- 2,90% andere
- 3,55% twee of meer rassen
- 8,78% Spaans of Latino

Er waren 1113 gezinnen en 605 families in Bethel Island. De gemiddelde gezinsgrootte bedroeg 2,08.

## Plaatsen in de nabije omgeving
De onderstaande figuur toont nabijgelegen plaatsen in een straal van 16 km rond Bethel Island.